# Filmproducent

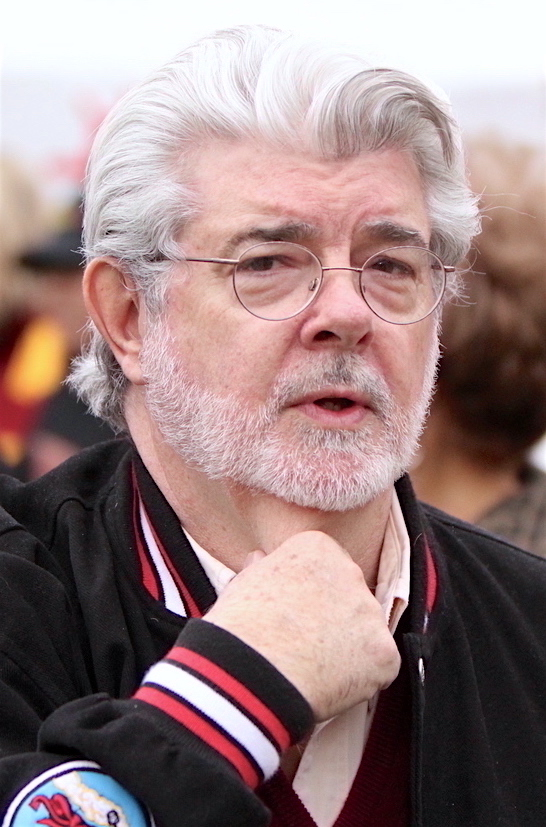
George Lucas, producent van onder meer Star Wars

Een filmproducent is iemand die verantwoordelijk is voor de productie van een bepaalde film.
Hij of zij is degene die de financiën en de organisatie van een film overziet en op zoek gaat naar de financiële middelen; dit kan zowel bij de overheid als bij privépartners zijn, op nationaal en internationaal niveau. De producent is verantwoordelijk voor alle zakelijke en organisatorische aspecten bij het maken van een film. Hij of zij kan filmprojecten beginnen of ze onder de aandacht van studio's brengen. De producent stelt de filmcrew samen, zoekt een filmregisseur bij een bepaald scenario of andersom en regelt de promotie en marketing van een film. Verder houdt de producent toezicht bij het filmen en dient hij of zij als spreekorgaan tussen de filmregisseur, de scenarioschrijver en de filmproductiemaatschappij. 
Bij de grote filmstudio's in de VS wordt een producent vaak bijgestaan door een uitvoerend producent en een opnameleider. De eerste regelt dan vanuit kantoor de afspraken en de locaties, de laatste regelt alles op de set. Ook in Nederland zijn er producenten die de meeste taken aan assistenten overlaten.